# Errina antarctica
Errina antarctica är en nässeldjursart som först beskrevs av Gray 1872.  Errina antarctica ingår i släktet Errina och familjen Stylasteridae.
Artens utbredningsområde är Södra Ishavet. Inga underarter finns listade i Catalogue of Life.